# Bacchisa klapperichi
Bacchisa klapperichi là một loài bọ cánh cứng trong họ Cerambycidae.